# Joel Silver

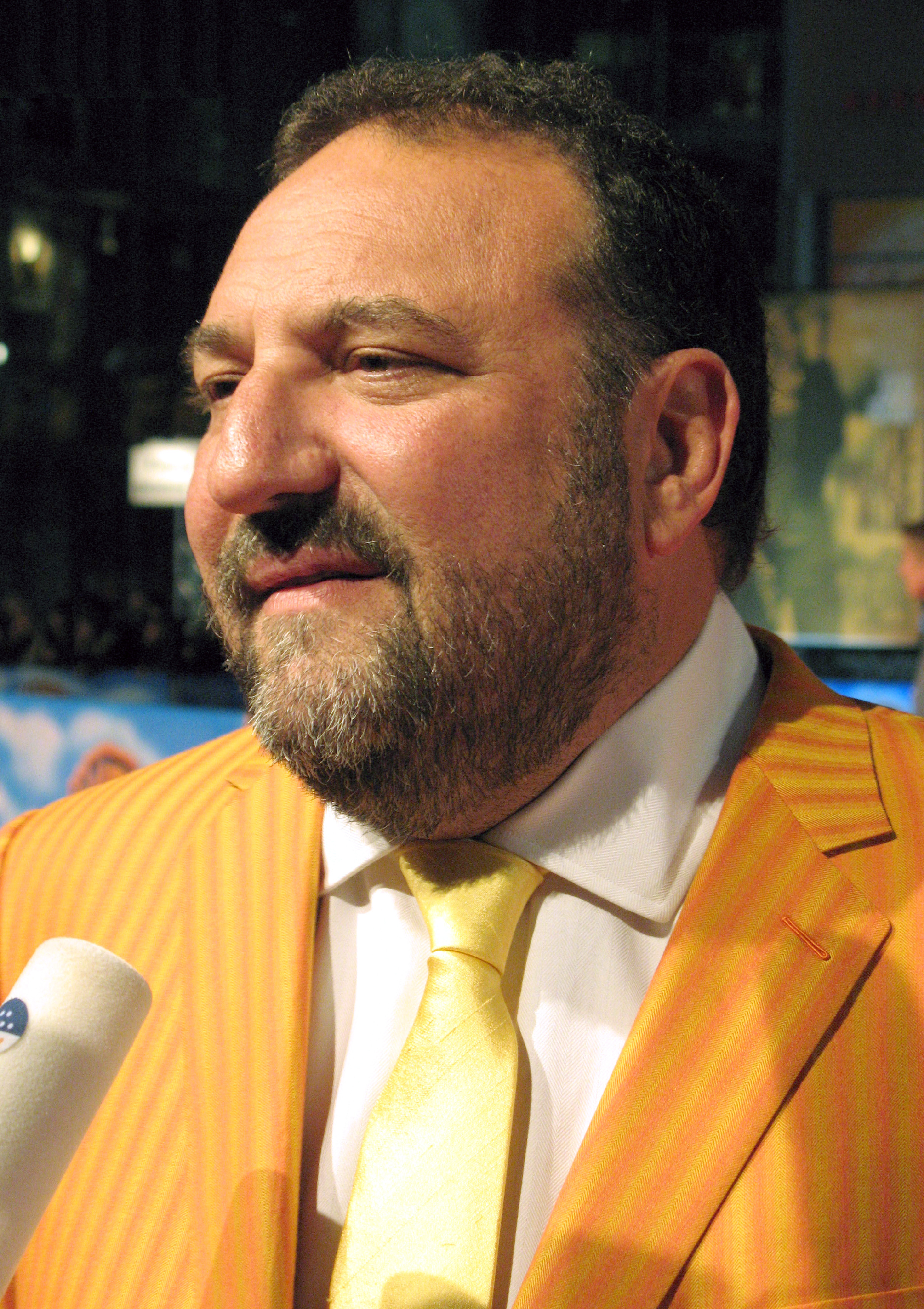
Joel Silver in Berlin (September 2007)

Joel Silver (* 14. Juli 1952 in South Orange) ist ein US-amerikanischer Filmproduzent. Bekannt wurde er durch actionreiche Hollywood-Blockbuster wie Predator, Stirb langsam, die Lethal-Weapon-Serie und die Matrix-Trilogie.

## Leben und Werdegang
Silver wuchs in seiner Geburtsstadt South Orange im Bundesstaat New Jersey auf. Er besuchte die Columbia High School in Maplewood, wo er sich vor allem durch die Mit-Erfindung des Sports Ultimate Frisbee hervortat. 1970 schrieb er sich am Lafayette College ein, später besuchte er die Tisch School of the Arts der New York University.
Seine erste Anstellung hatte er bei Lawrence Gordon Pictures, wo er mit dem Actionfilm The Warriors (1979) sein Produzentendebüt hatte. Rasch stieg er zum Präsidenten der Filmabteilung der Firma auf, Filme wie Nur 48 Stunden und Streets of Fire folgten.
1985 gründete er seine eigene Firma Silver Pictures, mit der er einen Produktionsdeal mit 20th Century Fox und später mit Warner Brothers einging. Er produzierte eine Reihe erfolgreicher Blockbuster, darunter die Lethal-Weapon-Serie, die ersten beiden Stirb-Langsam-Filme und später die extrem erfolgreiche Matrix-Trilogie.
Joel Silver wird allgemein zuerkannt, gemeinsam mit Jerry Bruckheimer dem Actiongenre in den 80er Jahren neues Leben eingehaucht und es zu ganz neuen Höhen geführt zu haben. Genau wie Bruckheimer wird Silver aber auch häufig wegen der oberflächlichen Handlung seiner Filme kritisiert. Sein eigenes Image parodierte er unter anderem in der Zeichentrickkomödie Falsches Spiel mit Roger Rabbit als frustrierter Regisseur. Er arbeitete außerdem als Produzent und Regisseur an einer Vielzahl von Episoden der Serie Geschichten aus der Gruft mit.
Silver ist seit dem 10. Juli 1999 mit der Produktionsassistentin Karyn Fields verheiratet. Er ist Eigentümer der Produktionsfirma Silver Pictures, mit welcher er vornehmlich Actionfilme produziert sowie zusammen mit Robert Zemeckis und Gilbert Adler Eigentümer der Firma Dark Castle Entertainment, welche vorrangig Grusel- und Horrorfilme produziert.
Im Jahr 2012 endete Silvers jahrzehntelange Geschäftsbeziehung mit Warner Brothers; seitdem ist er als unabhängiger Produzent tätig.

## Filmografie (Auswahl)
Produzent
- 1980: Xanadu
- 1982: Nur 48 Stunden (48 Hrs.)
- 1984: Straßen in Flammen (Streets of Fire)
- 1985: Zum Teufel mit den Kohlen (Brewster’s Millions)
- 1985: L.I.S.A. – Der helle Wahnsinn (Weird Science)
- 1985: Phantom-Kommando (Commando)
- 1986: Jumpin’ Jack Flash
- 1987: Lethal Weapon – Zwei stahlharte Profis (Lethal Weapon)
- 1987: Predator
- 1988: Action Jackson
- 1988: Stirb langsam (Die Hard)
- 1989: Road House
- 1989: Brennpunkt L.A. (Lethal Weapon 2)
- 1990: Stirb langsam 2 (Die Hard 2)
- 1990: Ford Fairlane - Rock'n' Roll Detective (The Adventures of Ford Fairlane)
- 1990: Predator 2
- 1991: Hudson Hawk – Der Meisterdieb (Hudson Hawk)
- 1991: Ricochet – Der Aufprall (Ricochet)
- 1991: Last Boy Scout – Das Ziel ist Überleben (The Last Boy Scout)
- 1992: Brennpunkt L.A. – Die Profis sind zurück (Lethal Weapon 3)
- 1993: Demolition Man
- 1994: Richie Rich (Ri¢hie Ri¢h)
- 1995: Assassins – Die Killer (Assassins)
- 1995: Fair Game
- 1996: Einsame Entscheidung (Executive Decision)
- 1997: Ein Vater zuviel (Fathers’ Day)
- 1997: Fletcher’s Visionen (Conspiracy Theory)
- 1997: Cypher (Double Tap)
- 1998: Lethal Weapon 4
- 1999: Matrix (The Matrix)
- 1999: Made Men
- 1999: Haunted Hill (House on Haunted Hill)
- 2000: Romeo Must Die
- 2001: Exit Wounds – Die Copjäger (Exit Wounds)
- 2001: Passwort: Swordfish (Swordfish)
- 2001: 13 Geister (Thir13en Ghosts)
- 2002: Ghost Ship
- 2003: Born 2 Die (Cradle 2 the Grave)
- 2003: Matrix Reloaded (The Matrix Reloaded)
- 2003: Matrix Revolutions (The Matrix Revolutions)
- 2003: Gothika
- 2005: House of Wax
- 2005: Kiss Kiss, Bang Bang (Kiss Kiss Bang Bang)
- 2005: V wie Vendetta (V for Vendetta)
- 2007: The Reaping – Die Boten der Apokalypse (The Reaping)
- 2007: Invasion (The Invasion)
- 2007: Die Fremde in dir (The Brave One)
- 2007: Die Gebrüder Weihnachtsmann (Fred Claus)
- 2008: Speed Racer
- 2008: Rock N Rolla (RocknRolla)
- 2009: Orphan – Das Waisenkind (Orphan)
- 2009: Ninja Assassin
- 2009: Whiteout
- 2009: Sherlock Holmes
- 2010: The Book of Eli
- 2010: The Losers
- 2011: Unknown Identity (Unknown)
- 2011: Sherlock Holmes: Spiel im Schatten (Sherlock Holmes: A Game of Shadows)
- 2012: Apparition – Dunkle Erscheinung (The Apparition)
- 2012: The Factory
- 2014: Non-Stop
- 2014: Veronica Mars
- 2016: The Nice Guys
- 2024: Road House

Executive Producer
- 1982: Jekyll und Hyde – Die schärfste Verwandlung aller Zeiten (Jekyll & Hyde… Together Again)
- 1990: Parker Kane - Die Gewalt im Nacken (Parker Kane, Fernsehfilm)
- 1991: Drei Wege in den Tod (Two-Fisted Tales, Fernsehfilm)
- 1993–1994: Geschichten aus der Gruft (Tales from the Cryptkeeper, Zeichentrickserie, 3 Folgen)
- 1995: Ritter der Dämonen (Tales from the Crypt: Demon Knight)
- 1995: Das Zeitexperiment (W.E.I.R.D. World, Fernsehfilm)
- 1989–1996: Geschichten aus der Gruft (Tales from the Crypt, Fernsehserie, 93 Folgen, 6 Folgen als Produzent)
- 1996: Bordello of Blood
- 1997: Perversions of Science (Fernsehserie, 10 Folgen)
- 1999: Action (Fernsehserie, 13 Folgen)
- 1999: The Strip (Fernsehserie)
- 2000: Freedom (Fernsehserie, eine Folge)
- 2000: Dungeons & Dragons
- 2001: Proximity – Außerhalb des Gesetzes (Proximity)
- 2001: Runaway Jane – Allein gegen alle (Jane Doe, Fernsehfilm)
- 2001: Das Ritual – Im Bann des Bösen (Ritual)
- 2003: Animatrix (The Animatrix)
- 2003: Newton (Fernsehfilm)
- 2004: Next Action Star (Fernsehserie, 8 Folgen)
- 2004: The Game - Spiel um dein Leben (Bet Your Life, Fernsehfilm)
- 2004–2007: Veronica Mars (Fernsehserie, 64 Folgen)
- 2007: Moonlight (Fernsehserie, 16 Folgen)
- 2007: Haunted Hill – Die Rückkehr in das Haus des Schreckens (Return to House on Haunted Hill)
- 2009: The Hills Run Red – Drehbuch des Todes (The Hills Run Red)
- 2009: Splice – Das Genexperiment (Splice)
- 2012: Project X

Associate Producer
- 1979: Die Warriors (The Warriors)

Schauspieler
- 1988: Falsches Spiel mit Roger Rabbit (Who Framed Roger Rabbit)
- 1989: Geschichten aus der Gruft (Tales from the Crypt, Fernsehserie, eine Folge)